# Vioolconcert nr. 2 (Penderecki)
Krzysztof Penderecki componeerde zijn Vioolconcert nr. 2 Metamorfosen gedurende een periode van drie jaar. Het was een opdracht van de Centrale Duitse Radio. De première van het werk werd dan ook gegeven door het orkest daarvan onder leiding van Mariss Jansons met Anne-Sophie Mutter als soliste.
Net als zijn 1e vioolconcert is er sprake van een eendelige compositie die onder te verdelen valt in secties, waarbij verschillen van stemming (sfeer) en tempo te onderscheiden zijn. Zoals wel vaker in zijn composities begint dit concert met een aantal lage tonen bij de altviolen en celli. Na zijn moderne periode en daarna een terugkeer naar de klassieke heeft de componist zijn eigen stijl gevonden. Zijn eerste vioolconcert was aan de klassieke kant; deze klinkt moderner. De overeenkomsten met de muziek van Dmitri Sjostakovitsj zijn hoorbaar, vooral in de opbouw, akkoorden en de begeleiding, bijvoorbeeld bij de koperblazers. Het geheel klinkt als een laat-romantisch vioolconcert, maar dan wel volgens klassieke muziek uit de 20e eeuw met dissonanten en glissandi. Af en toe verwijst Penderecki naar zijn experimentele periode uit de tijd van Threnos. In de cadenza rond de 28e minuut zingt de viool af en toe als een vogeltje, waarna de gebruikelijke technische passage het concert met berustende, gelaten muziek zich naar het eind sleept via een lyrische maar enigszins nerveuze solopartij. Het slot lijkt een citaat te zijn uit zijn eerste vioolconcert.
In dit concert komt zijn muzikale handtekening een paar keer voorbij; een aantal sostenuto à pesante gespeelde lange noten in de lage strijkinstrumenten.

## Bron en discografie
- Uitgave Naxos; Pools Nationaal Radio-Symfonieorkest o.l.v. Antoni Wit met soliste Chee Yun, die het vioolconcert diverse malen onder leiding van de componist heeft uitgevoerd.